# Jake Wood
Jake Dylan Wood (Westminster, Londres; 12 de julio de 1972) es un actor inglés, conocido por interpretar a Max Branning en la serie EastEnders.

## Biografía
Jake salió durante casi seis años con Alison Murray, la pareja se casó en el 2001. Tuvieron su primera hija, Amber Bo Wood en el 2005 y posteriormente a su hijo, Buster Wood en el 2008.
Es buen amigo de las actrices Kacey Ainsworth y Jo Joyner. Kacey recomendó a Jake para el papel de Max en EastEnders.

## Carrera
Su primer papel lo obtuvo en 1985 cuando apareció en la película Flesh & Blood. Desde entonces ha participado en numerosas series de televisión como May to December, The Thin Blue Line, Only Fools and Horses, Murder in Mind, Sean's Show, Inspector Morse, One Foot in the Grave, Red Dwarf, A Touch of Frost, The Bill, Sea of Souls, Doc Martin, entre otras... 
En 1989 apareció como personaje invitado en dos episodios de la serie London's Burning donde interpretó al delincuente  Bateman, el amigo del hermano Kevin Medhurst. Ese mismo año apareció en un comercial de Yelloe Pages llamado "Party Party". Actualmente es la voz de los anuncios de GEICO gecko en la televiaión norteamericana.
En el 2000 interpretó Dougie Wilson, el hijo mayor de Ray Wilson, en la serie The Wilsons. En el 2004 apareció en la película Vera Drake, dos años después apareció en la película dramática The Illusionist junto a Edward Norton.
El 27 de junio del 2006 se unió al elenco de la exitosa serie británica EastEnders donde interpreta a Max Branning, hasta ahora. En marzo del 2008 se tomó tres meses para estar cerca de su nuevo hijo, Jake apareció de nuevo el 23 de junio del 2008. Anteriormente Jake apareció por primera vez en la serie en 1990 donde interpretó a Jackson en dos episodios.
En el 2010 participó en el video "Love Machine" donde varios de los actores que participan en EastEnders aparecieron entre ellos Patsy Palmer, Shona McGarty, Lacey Turner, Pam St. Clement, Neil McDermott, Sid Owen, Charlie Brooks, Steve McFadden y Adam Woodyatt.
En agosto del 2014 se anunció que Jake participaría en la duodécima temporada del concurso de baile Strictly Come Dancing.

## Filmografía

### Series de televisión
| Año         | Título                                              | Personaje         | Notas                               |
| ----------- | --------------------------------------------------- | ----------------- | ----------------------------------- |
| 2006 - 2021 | EastEnders                                          | Max Branning      | 1,051 episodios                     |
| 2006        | Mayo                                                | Dermot Voss       | episodio # 1.3                      |
| 2005        | The Golden Hour                                     | P.C. Alex Ryan    | episodio # 1.4                      |
| 2003        | Murder in Mind                                      | Karl Kruger       | episodio "Cornershop"               |
| 2003        | Grease Monkeys                                      | Happy             | 10 episodios                        |
| 2002        | Silent Witness                                      | Karl Benson       | episodio "Tell No Tales: Part 1"    |
| 2001        | Murder Rooms: Mysteries of the Real Sherlock Holmes | Judd              | episodio "The Photographer's Chair" |
| 2001        | In Deep                                             | Rio               | episodio "Romeo Trap: Part 1"       |
| 2000        | The Wilsons                                         | Dougie Wilson     | 6 episodios                         |
| 1999        | Red Dwarf                                           | Kill Crazy        | 4 episodios                         |
| 1999        | Murder Most Horrid                                  | Derek             | episodio "Elvis, Jesus and Zack"    |
| 1997        | Trial & Retribution                                 | P.C. Barridge     | 2 episodios                         |
| 1997        | Holding On                                          | Hombre en Fiesta  | miniserie - episodio # 1.1          |
| 1991 - 1996 | Casualty                                            | Varios Personajes | 3 episodios                         |
| 1996        | A Touch of Frost                                    | Soldado Kemp      | episodio "Unknown Soldiers"         |
| 1995        | The Thin Blue Line                                  | Cantante          | episodio "Yuletide Spirit"          |
| 1995        | Bramwell                                            | Policía           | episodio # 1.4                      |
| 1995        | The Governor                                        | Colin Foster      | episodio # 1.3                      |
| 1994        | Minder                                              | Wasp              | 2 episodios                         |
| 1993        | Nightingales                                        | Ladrón            | episodio "Crime and Punishment"     |
| 1992        | Sean's Show                                         | -                 | episodio "Disappointed from Dublin" |
| 1988, 1991  | The Bill                                            | Varios Personajes | 2 episodios                         |
| 1990, 1991  | Press Gang                                          | Varios Personajes | 2 episodios                         |
| 1990        | Screen Two                                          | Marinero          | episodio "Children Crossing"        |
| 1990        | One Foot in the Grave                               | Criminal          | episodio "The Valley of Fear"       |
| 1990        | Inspector Morse                                     | Jimmy             | episodio "Driven to Distraction"    |
| 1989        | Only Fools and Horses....                           | Aprendiz          | episodio "The Jolly Boys' Outing"   |
| 1989        | London's Burning                                    | Bateman           | 2 episodios                         |
| 1987        | A Perfect Spy                                       | Estudiante        | miniserie - episodio # 1.1          |
| 1986        | Dramarama                                           | -                 | 2 episodio "Frankie's Hat"          |
| 1986        | A Little Princess                                   | Mensajero         | miniserie                           |

### Películas
| Año  | Título                                   | Personaje             | Notas                                                    |
| ---- | ---------------------------------------- | --------------------- | -------------------------------------------------------- |
| 2012 | Danielle Bux Shorts                      | -                     | corto - junto a John Bowler, Danielle Bux & Sam Phillips |
| 2006 | The Illusionist                          | Jurka                 | junto a Edward Norton & Rufus Sewell                     |
| 2005 | Uncle Adolf                              | Emil Maurice          | junto a Ken Stott & Danny Webb                           |
| 2004 | The Aryan Couple                         | Dressler              | junto a Martin Landau & Danny Webb                       |
| 2004 | Vera Drake                               | Ruffian               | junto a Imelda Staunton                                  |
| 2003 | The Crooked Man                          | George                | junto a Ross Kemp & Liam Cunningham                      |
| 2003 | Doc Martin and the Legend of the Cloutie | Jimmy Dobbs           | junto a Martin Clunes & Anna Chancellor                  |
| 2002 | Tough Love                               | Pete Ainsworth        | -                                                        |
| 2002 | Sunday                                   | Soldado               | -                                                        |
| 2002 | Lenny Blue                               | Det. Pete Ainsworth   | -                                                        |
| 2001 | Watchmen                                 | Tony                  | corto - junto a Cillian Murphy                           |
| 1999 | Tube Tales                               | -                     | segmento "Grasshopper"                                   |
| 1999 | Truth or Dare                            | James                 | corto - junto a Donna Air                                |
| 1998 | Dad Savage                               | Sav                   | junto a Patrick Stewart, Kevin McKidd & Joe McFadden     |
| 1997 | Gobble                                   | Androcles             | -                                                        |
| 1996 | Crimetime                                | Asistente de Director | junto a George Sluizer                                   |
| 1995 | Eleven Men Against Eleven                | Mick                  | -                                                        |
| 1994 | A Breed of Heroes                        | LCpl. Stagg           | -                                                        |
| 1991 | Miss Marple: They Do It with Mirrors     | Bert                  | -                                                        |
| 1989 | Skulduggery                              | Hank                  | junto a David Thewlis                                    |
| 1989 | Bodo - Eine ganz normale Familie         | Alex                  | junto a Martin Forbes                                    |
| 1989 | Scoop                                    | Joven                 | -                                                        |
| 1989 | Somewhere to Run                         | Liam                  | -                                                        |
| 1985 | Flesh+Blood                              | Joven John            | -                                                        |

### Apariciones
| Año             | Programa              | Notas       |
| --------------- | --------------------- | ----------- |
| 2014 - presente | Strictly Come Dancing | concursante |

## Premios y nominaciones
| Año  | Categoría                                                         | Premio                    | Serie      | Resultado |
| ---- | ----------------------------------------------------------------- | ------------------------- | ---------- | --------- |
| 2018 | Best Male Dramatic Performance                                    | British Soap Award        | EastEnders | Nominado  |
| 2018 | Villain of the Year                                               | British Soap Award        | EastEnders | Nominado  |
| 2018 | Best On-Screen Partnership (junto a Lacey Turner)                 | British Soap Award        | EastEnders | Nominados |
| 2017 | Best Bad Boy                                                      | Inside Soap Award         | EastEnders | Nominado  |
| 2017 | Villain of the Year                                               | British Soap Award        | EastEnders | Nominado  |
| 2013 | Best Actor                                                        | Inside Soap Award         | EastEnders | Nominado  |
| 2012 | Best On-Screen Partnership (junto a Jo Joyner)                    | British Soap Award        | EastEnders | Ganaron   |
| 2011 | Best Actor                                                        | All About Soap Award      | EastEnders | Nominado  |
| 2011 | Favourite Soap Star                                               | TV Times Award            | EastEnders | Nominado  |
| 2010 | Outstanding Serial Drama Performance                              | National Television Award | EastEnders | Nominado  |
| 2009 | Favourite Male Soap Star                                          | TV Now Award              | EastEnders | Nominado  |
| 2009 | Best Actor                                                        | British Soap Award        | EastEnders | Nominado  |
| 2009 | Best Actor                                                        | Inside Soap Award         | EastEnders | Nominado  |
| 2009 | Bad Boy                                                           | All About Soap Award      | EastEnders | Nominado  |
| 2009 | Fight Club (junto a Scott Maslen)                                 | All About Soap Award      | EastEnders | Ganaron   |
| 2008 | Secret's Out (junto a Lacey Turner, Charlie Clements & Jo Joyner) | All About Soap Award      | EastEnders | Ganaron   |
| 2008 | Villain of the Year                                               | Digital Spy Award         | EastEnders | Nominado  |
| 2008 | Best Actor                                                        | Inside Soap Award         | EastEnders | Nominado  |
| 2008 | Best Storyline (por el amorío de Max & Stacey)                    | British Soap Award        | EastEnders | Ganó      |
| 2008 | Villian of the Year                                               | British Soap Award        | EastEnders | Nominado  |
| 2007 | Christmas Cracker (junto a Lacey Turner)                          | All About Soap Award      | EastEnders | Nominados |